# ماري كاي ليتورنيو
ماري كاي فوالاو (بالإنجليزية: Mary Kay Letourneau)‏ أو اسمها الذي اشتهرت به ماري كاي ليتورنيو (ولدت في 30 يناير/كانون الثاني 1962 - توفيت في 6 يوليو/تموز 2020) هي معلمة مدرسة ابتدائية هامت عشقا بأحد تلاميذها في المدرسة ويدعى فيلي فوالاو وهو تلميذ أسمر من أصول بولنيزية كان في الثانية عشر من عمره آنذاك. عند افتضاح امرها اعتقلت في مارس 1997 ونالت حكما قضائيا مخففا بالسجن لستة أشهر ثلاثة منها مع وقف التنفيذ، كما جرى فصلها من المدرسة. ثم أطلق سراحها في 3 فبراير 1998 بعد أن وقعت على تعهد بعدم الاقتراب من فيلي مجددا. لكن ألقي القبض عليها بعد أسابيع قليلة فقط وهي تمارس الجنس معه على المقعد الخلفي لسيارتها المركونة في أحد الشوارع. فجاءت عقوبتها مشددة هذه المرة، حيث وجهت لها تهمة التحرش والاعتداء الجنسي على قاصر، وحكم عليها بالسجن لسبعة أعوام ونصف. وأثناء مكوثها في السجن حصلت ماري كاي على الطلاق من زوجها ستيف. حصلت على حريتها ثانية في عام 2004، وفي ذلك الوقت أصبح فيلي شابا في الواحدة والعشرين من عمره وتزوجا في عام 2005.

## حياتها المبكرة وتعليمها
ولدت ماري في توستين، أورانج، كاليفورنيا لأب يعمل برفسور في الجامعة وام صيدلانية. تربت ماري في أسرة كاثوليكية صارمة وكان ترتيبها الرابعة بين سبع أولاد ويلقبها ابوها يلقبها «كيك». عندما بلغت ماري الثانية من عمرها، بدأ ابوها حياته السياسية ونجح بان كجمهوري بالحصول على مقعد في المجلس التشريعي للولاية. وقد شغل والد ماري عدة مناصب منها سيناتور عن ولاية كالفورنيا، وعضو في مجلس النواب الأمريكي اثر فوزه بانتخابات عام 1970. دخل انتخابات الرئاسة لعام 1972 وحل ثالثا.
في عام 1973، غرق اخوها ذي الثلاثة أعوام في بركة السباحة بمنزل العائلة. درست في مدرسة كورنيليا كونيلي الثانوية وهي مدرسة كاثوليكية غير مختلطة في أنهايم، كاليفورنيا حيث كانت مشجعة لمدرسة سيرفيت. وبعدها ذهب لجامعة أريزونا لكمها لم تكمل دراستها هناك.

## زواجها الأول
عندما كانت ماري تدرس في جامعة أريزونا التقت بستيف فيها وتزوجوا وانجبوا أربعة أطفال. لكن ماري لم تكن تحب ستيف وتجوزته تحت رغبة والديها كما قالت. ماري وستيف انجبا طفلهما الأول ثم تركا جامعة أريزونا،  وانتقلو للعيش في أنكوريج. بعد ان امضو سنة في ألاسكا وضعت ماري مولودها الثاني ثم انتقلو للعيش في سياتل في واشنطن. حضر ستيف حصص مسائية في جامعة سياتل وتخرج سنة 1989. لاحقا بدأت ماري بتدريس الصف الثاني في مدرسة شوروود الابتدائية في بورين، واشنطن. عانى زواجهما من المشاكل المادية والعلاقات خارج نطاق الزواج من كليهما. محاميها، جارها السابق وصديقها ديفيد جرايك قال انها كانت تتعرض لايذاء جسدي ونفسي من زوجها وقد ذهب للمستشفى مرتين على خلفية تلك الافعال لكن الشرطة لم تتخذ أي إجراء اتجاه زوجها. ولدت ماري طفلين اخرين عندما دخلت السجن في مايو 1999 حصلت على الطلاق من زوجها.

## الجريمة
كان فوالاو أحد طلاب ماري بمدرسة شوروود الابتدائية في بيورن بواشنطن وكان عندها فوالاو في الصف الثاني. ثم بعدها انتقلت ماري لتدريس الصف السادس في نفس المدرسة وكان فوالاو قد وصل لذلك الصف آنذاك. في عام 1996، تحولت علاقة ماري بطالبها فوالاو من صداقة إلى مرحلة الغزل. وفي صيف عام 1996 بدأت العلاقة الجنسية بينهما. أعتقلت ماري في 20 مارس من عام 1997 بعد أن قدم ستيف وهو أحد أقارب زوجها شكوى لشرطة. وضعت ماري طفلتها الأولى من فوالاو في عام 1997 بينما كانت تنتظر محاكمتها.
خلال محاكمتها، خضعت ماري لفحص الاضطراب النفسي. وجدت المحكمة أن ماري مذنبة ووجهت لها تهمة الاغتصاب لقاصر من الدرجة الثانية. وحكم عليها بالسجن ستة أشهر -ثلاثة منهما مع وقف التنفيذ- وثلاث سنوات تخضع خلالها لمعالجة نفسية وعدم التعرض لفوالاو مجدداً. حتى ذلك الوقت لم تسجل قضيتها كاعتداء جنسي وفي حال التزامها بقرارات المحكمة بعدم لقاء فوالاو مجدداً فلن تقضي أي مدة إضافية في السجن وسينتهي ملف قضيتها. في 3 أكتوبر 1998 وبعد أسبوعين بالضبط من خروجها من السجن تم إلقاء القبض على ماري وهي تمارس الجنس مع فوالاو على مقعد سيارتها الخلفي. . وقد وجدت الشرطة مبلغ 6.200 دولار أمريكي كما وجدوا أيضاً ملابس أطفال وجواز سفرها معها. حكمت المحكمة على ماري بالسجن لمدة 7 سنوات ونصف لخرقها شروط المحكمة.
في أكتوبر 1998 وخلال قضائها لمحكوميتها في السجن وضعت ماري طفلتها الثانية. وفي تلك السنة قامت هي وفالالو بالاشتراك بكتابة كتاب نشر في فرنسا بعنوان جريمة واحدة فقط، الحب ((بالفرنسية: Un seul crime, l'amour)‏). سمح لماري بزيارة أطفالها لكن لم يسمح لها بحضور جنازة والدها.
في عام 2002، رفعت عائلة فالالو دعوى قضائية ضد المدرسة ومدينة ديس موينس، واشنطن بحجة أنهم عانوا عاطفيا وخسروا أموال وتحملوا تكاليف إضافية في تربية إبنهم مدعين ذلك أن شرطة المدينة فشلت في حماية ابنهم من المدعوة ماري. خضعت ماري لبرنامج إعادة تأهيل في 4 أغسطس من عام 2004.

## بعد السجن
بعد خروج ماري من السجن في عام 2004 كان فوالاو قد أتم الواحد والعشرين سنة من عمره وعندها قام بتقديم طلب إلغاء شرط المحكمة والذي ينص على عدم لقاء ماري به وقد قبل طلبه لانه قد تعدى السن القانونية ولم يعد قاصرا. تزوج فوالاو وماري في 20 مارس 2005 في وودإنفيل، واشنطن بحفل صغير نظرا لاوضاعهما المادية. 3 وقد تم تغطية مراسم الزفاف بواسطة وسائل الإعلام.
صرح فالاو خلال مقابلة انه ليس ضحية وليس عار عليه ان يكون والدا. ولس عار عليه ان يكون واقع في الحب مع ماري. أعتقلت ماري واشنطن بعد عدم حضورها للمحكمة لقيادتها بدون رخصة قيادة في 4 يناير 2014.

## الوفاة
في السادس من يوليو، عام 2020 أعلن محامي ماري عن وفاتها بسبب سرطان القولون عن عمرٍ يناهز 58 عاماً.

## روابط خارجية
- ماري كاي ليتورنيو على موقع IMDb (الإنجليزية)
- ماري كاي ليتورنيو على موقع إن إن دي بي (الإنجليزية)